# برادي إليسون
برادي إليسون (بالإنجليزية: Brady Ellison) هو نبال أمريكي، ولد في 27 أكتوبر 1988 في غلانديل في الولايات المتحدة.

## وصلات خارجية
- الموقع الرسمي
- برادي إليسون على موقع الاتحاد الدولي للرماية بالسهام (الإنجليزية)
- برادي إليسون على موقع اللجنة الأولمبية الدولية (الإنجليزية)
- برادي إليسون على موقع أوليمبيديا (الإنجليزية)
- برادي إليسون على موقع اللجنة الأولمبية والبارالمبية الأمريكية (الإنجليزية)
- برادي إليسون على موقع الجمعية الدولية للألعاب العالمية (الإنجليزية)